# Орловка (Константиновский район)
В Амурской области также есть сёла Орловка в Архаринском районе и Орловка в Серышевском районе.
Орло́вка — село в Константиновском районе Амурской области России. Образует Орловский сельсовет. Малая родина Героя Советского Союза В. Г. Шелеста (1923—1943).

## География
Село Орловка стоит на левом берегу реки Амур, в 12 км ниже (восточнее) районного центра Константиновского района села Константиновка.
От села Орловка на восток (вниз по Амуру) идёт дорога к сёлам Войково и Новопетровка.

## Население
| 2002 | 2010 | 2012 | 2013 | 2014 | 2015 | 2016 |
| ---- | ---- | ---- | ---- | ---- | ---- | ---- |
| 368  | ↘362 | ↘359 | ↘351 | ↘335 | ↘299 | ↘288 |
| 2017 | 2018 |      |      |      |      |      |
| ↗290 | ↘281 |      |      |      |      |      |

По данным переписи 1926 года по Дальневосточному краю, в населённом пункте числилось 167 хозяйств и 932 жителя (474 мужчины и 458 женщин), из которых преобладающая национальность — украинцы (77 хозяйств).

## Известные уроженцы, жители
- Шелест, Василий Галактионович (1923—1943) — Герой Советского Союза.

## Инфраструктура
- Сельскохозяйственные предприятия Константиновского района.
- Российско-китайская граница.